# 1998 QQ103
1998 QQ103 är en asteroid i huvudbältet som upptäcktes den 26 augusti 1998 av den belgiske astronomen Eric W. Elst vid La Silla-observatoriet.
Asteroiden har en diameter på ungefär 4 kilometer.